# Ямщиков Олексій Михайлович
Олексій Михайлович Ямщиков (1918, село Баксан, тепер Кабардино-Балкарська Республіка, Російська Федерація — 1998, Москва) — генерал-полковник Радянської армії. Депутат Верховної Ради УРСР 8-го скликання (у 1971—1975 роках).

## Біографія
У 1936 році був призваний на службу в Робітничо-селянську Червону армію. Закінчив Саратовське бронетанкове училище. У 1937 році воював на стороні республіканців у Іспанії. Учасник Радянсько-фінської війни 1939—1940 років. Командував танковим взводом та ротою.
Член ВКП(б) з 1941 року.
З червня 1941 року — учасник Радянсько-німецької війни. До грудня 1942 року воював на Південному і Південно-Західному фронтах, служив старшим ад'ютантом 1-го танкового батальйону 12-ї окремої танкової бригади, заступником начальника штабу із оперативної роботи 114-ї танкової бригади. У грудні 1942 року був поранений, лікувався у військових госпіталях. У лютому — вересні 1944 — командир 1498-го самохідно-артилерійського полку. У 1944 — травні 1945 — командир 344-го гвардійського важкого самохідно-артилерійського полку.
Після війни продовжив службу в Радянській армії. Здобув вищу військову освіту.
До 1958 року — командир 20-ї гвардійської мотострілецької дивізії Групи радянських військ у Німеччині.
У березні 1963 — червні 1968 року — 1-й заступник командувача Північної групи радянських військ (на території Польської Народної Республіки).
У грудні 1969 — травні 1972 року — командувач 8-ї танкової армії Прикарпатського військового округу.
У травні 1972 — квітні 1974 року — 1-й заступник командувача військ Одеського військового округу. Працював головним інспектором Сухопутних військ СРСР.
Потім — у відставці, проживав у Москві. Похований на Троєкуровському кладовищі Москви.

## Звання
- майор
- підполковник
- полковник
- генерал-майор
- генерал-лейтенант
- генерал-полковник

## Нагороди
- ордени Червоного Прапора (29.09.1942; 30.07.1944; 21.02.1969)
- ордени Червоної Зірки (6.11.1942;)
- орден Вітчизняної війни I ст. (6.04.1985)
- орден Олександра Невського (1945)
- ордени
- медаль «За оборону Москви»
- медаль «За оборону Сталінграда»
- медалі